# 静岡県道105号伊豆多賀停車場線
静岡県道105号伊豆多賀停車場線（しずおかけんどう105ごう いずたがていしゃじょうせん）は、静岡県熱海市上多賀地内を連絡する一般県道である。

## 概要
起点から450mほどで丁字路に突き当たるが、この交差する道路は旧国道135号である。国道135号の拡幅工事が行われ、熱海市東海岸側に片側2車線の道路が完成した昭和30年代にこれまでの国道部分が静岡県に移管され、県道105号線と指定された。
現地では旧道とされ、伊豆東海バスの経路になっている。

### 路線データ
- 起点：熱海市上多賀（JR伊豆多賀駅前）
- 終点：熱海市上多賀・上多賀交差点（国道135号交点）
- 実延長：754m[1]

## 接続路線
- 国道135号
- 熱海市道：（伊豆多賀駅に至る）

## その他
静岡県道105号を一部含む旧国道135号は熱海自然郷・熱海新道方面に行く際にはほぼかならず通過する路線。上多賀の古い町並みをかすめており、多賀神社前（バス停留所名：宮脇）を通る。